# Armando González (Fußballspieler, I)
Armando González war ein paraguayischer Fußballspieler. Der Abwehrspieler bestritt ein Länderspiel und nahm mit der Nationalmannschaft seines Heimatlandes an der Weltmeisterschaft 1950 in Brasilien teil.

## Karriere

### Verein
Armando González spielte bis 1950 bei Club Guaraní und wechselte dann nach Kolumbien, wo er erst für Deportivo Pereira und anschließend für Independiente Medellín auflief.

### Nationalmannschaft
Beim Campeonato Sudamericano 1949 debütierte González für Paraguay beim 4:2-Erfolg gegen Chile. Er erreichte mit seinem Team den zweiten Platz, nachdem es im Entscheidungsspiel gegen Brasilien verloren hatte. Ein Jahr später wurde er in den Kader Paraguays für die Weltmeisterschaft 1950 berufen, kam aber in den beiden Spielen gegen Schweden und Italien nicht zum Einsatz. Das Spiel gegen Chile blieb sein einziger Länderspieleinsatz.